# Ethan Suplee
Ethan Suplee (ur. 25 maja 1976 w Nowym Jorku) – amerykański aktor. Występował w roli Setha Ryana w Więźniu nienawiści i Randy’ego Hickeya w Na imię mi Earl.

## Życiorys

### Wczesne lata
Urodził się na nowojorskim Manhattanie jako syn Deborah Ann „Debbie” (z domu Deeble) i Williama Franka „Billa” Suplee. Jego rodzina była pochodzenia angielskiego, szkockiego, niemieckiego, walijskiego i francuskiego. Jego rodzice byli aktorami, którzy poznali się podczas występów w letnim teatrze giełdowym i występowali na Broadwayu. We wczesnym okresie życia zaczął realizować swoją miłość do aktorstwa poprzez szkolne przedstawienia i projekty teatralne. Porzucił szkołę mając 14 lat. Zachęcony przez przyjaciela i kolegę aktora Giovanniego Ribisiego, uczęszczał na zajęcia aktorskie. Sfrustrowany brakiem awansu i zachęty od swojego nauczyciela, zrezygnował po roku.

### Kariera
W wieku 16 lat dostał swoją pierwszą główną rolę jako Frankie Stechino w sitcomie ABC Chłopiec poznaje świat (1994–1997). Po swoim debiucie fabularnym w komedii Kevina Smitha Szczury z supermarketu (Mallrats, 1995), Suplee grywał głównie na dużym ekranie w takich filmach jak komediodramat Desert Blue (1998) czy kontrowersyjny dramat Więzień nienawiści (American History X, 1998). Suplee często brał udział w realizacjach Kevina Smitha – W pogoni za Amy (1997) i Dogma (1999), a także w komediach takich jak Ostra jazda (2000) i Ewolucja (2001), dramacie Blow (2001), a wraz z Denzelem Washingtonem zarówno w biograficznym dramacie sportowym Tytani (2000) jak i dramacie Nicka Cassavetesa John Q (2001).
Popularność wśród telewidzów zyskał w roli Randy’ego Hickeya, tępego przyjaciela Earla Hickeya (Jason Lee) w sitcomie NBC Na imię mi Earl (2005–2009). W uznanym przez krytyków dramacie Jima Sheridana Bracia (2009) wystąpił w roli Sweeneya. Wziął udział jako Spencer w jednym z odcinków serialu FX Wilfred (2011).

## Życie prywatne
W 2006 ożenił się z Brandy Lewis, córką Geoffreya Lewisa i młodszą siostrą Juliette Lewis. Mają dwie córki: Francis Clementine (ur. 23 czerwca 2005) i Billie Grace (ur. 2007). Zainteresowany scjentologią, został członkiem Kościoła scjentologicznego.

## Filmografia
| Rok             | Tytuł                                       | Rola                          |
| --------------- | ------------------------------------------- | ----------------------------- |
| 1994–1996, 1998 | Chłopiec poznaje świat (TV)                 | Frankie Stechino              |
| 1995            | Szczury z supermarketu                      | Willam Black                  |
| 1997            | W pogoni za Amy                             | Comic Fan                     |
| 1998            | Więzień nienawiści                          | Seth Ryan                     |
| 1998            | Desert Blue                                 | Cale                          |
| 1999            | Tyrone                                      | Joshua Schatzberg             |
| 1999            | Dogma                                       | Noman the Golgothan (dubbing) |
| 2000            | Takedown                                    | Dan Brodley                   |
| 2000            | Ostra jazda                                 | Ed                            |
| 2000            | Vulgar                                      | Frankie Fanelli               |
| 2000            | Tytani                                      | Louie Lastik                  |
| 2001            | Don’s Plum                                  | Big Bum                       |
| 2001            | Blow                                        | Tuna                          |
| 2001            | Ewolucja                                    | Deke                          |
| 2002            | John Q                                      | Max Conlin                    |
| 2002            | The First $20 Million Is Always the Hardest | Tiny                          |
| 2003            | Wzgórze nadziei                             | Pangle                        |
| 2004            | Efekt motyla                                | Thumper                       |
| 2004            | Without a Paddle                            | Elwood                        |
| 2005            | Neo Ned                                     | Johnny (orderly)              |
| 2005            | Na imię mi Earl (2005–2009)                 | Randy Hickey                  |
| 2005            | Ekipa (serial)                              | występy gościnne              |
| 2006            | Art School Confidential                     | Vince                         |
| 2006            | Źródło                                      | Manny                         |
| 2006            | The Year Without a Santa Claus              | Jingle                        |
| 2006            | Clerks – Sprzedawcy II                      | Teen #2                       |
| 2007            | Mr. Woodcock                                | Nedderman                     |
| 2007            | American Pie: Bractwo Beta                  | Fraternity Geek               |
| 2009            | Fanboys                                     | Harry Knowles                 |
| 2010            | Niepowstrzymany                             | Dewey                         |
| 2013            | Trzebież                                    | Kenny Baxter                  |